# Золотарёв, Николай Гаврилович
Николай Гаврилович Золотарёв (псевдоним — Николай Якутский; 9 (22) ноября 1908 — 11 декабря 1995) — якутский советский писатель. Народный писатель Якутии.

## Биография
Николай Золотарёв родился 22 ноября 1908 года в Харбалахском наслеге Верхневилюйского улуса Якутской области. В 1930 г. окончил школу среднего командного состава и по 1938 г. служил в пограничных войсках. В 1934 году окончил Академию коммунистического воспитания имени Н. К. Крупской. С октября 1938г. работал пропагандистом и лектором в Молдавии, а затем - в аппарате Якутского обкома КПСС. Член КПСС с 1929 г. В 1948—1953 и 1958—1961 годах возглавлял Союз писателей Якутской АССР. В 1956 г. окончил Высшие литературные курсы при Литературном институте М.А.Горького. Работал главным редактором журнала "Хотугу сулус" и "Полярная звезда". Избирался депутатом Верховного Совета ЯАССР.
Умер 11 декабря 1995 года в Тирасполе. Похоронен в Верхневилюйском улусе.

## Творчество
Золотарёв — автор многих прозаических произведений. Писать начал в 1938 году. Его очерки и рассказы печатались в газетах  Молдавии на русском и молдавском языках. Тематика произведений разнообразна. В годы Великой Отечественной войны им написан ряд очерков и рассказов о боевых буднях солдат. Его перу принадлежит роман «Төлкө» (Судьба) о быте жителей Якутии на рубеже XIX и XX веков, повесть «Көмүстээх үрүйэ» (Золотой ручей) о золотодобытчиках Алдана в период революций 1917 года. По мотивам повести (сценарий Л.Габышева) снят художественный фильм «Тайна предков», СССР, «Таджикфильм», 1972. (режиссёр Марат Арипов, в роли Седюка народный артист СССР Д. Ф. Ходулов). Н.Якутский первым создал художественные произведения об открытии и добыче якутских алмазов. Его повести "Алмааһы көрдөөччүлэр" ("Искатели алмазов"), "Алмаас уонна таптал" ("Алмаз и любовь"), "Маҥнайгы хамнас" ("Первая получка") написаны по горячим следам событий 50-х годов. Крупными его произведениями последних лет являются автобиографический роман "Илин уонна арҕаа" ("Восток и запад"), романы "Адаҕа" ("Путы"), "Сүтүк" ("Потеря"). О колхозниках повествует роман «Сир» (Земля). Борьба за советскую власть отражена в романах Золотарёва «Хараҥа түүн» (Тёмная ночь) и «Халлаан сырдыыта» (Перед рассветом). Золотарёв также является автором охотничьих рассказов «Маҥнайгы сааланыым» (Первый выстрел).

### Повесть «Искатели алмазов»
Повесть «Искатели алмазов» рассказывает историю открытия советскими геологами месторождений алмазов в Якутии. Прототипом одного из героев повести — геолога Ларисы Александровны Сорокиной является Попугаева, Лариса Анатольевна, которой действительно была найдена кимберлитовая трубка «Зарница». А вот описываемый в повести алмаз «Полярная звезда» действительно существует, но найден он был не в Сибири, а в Индии и гораздо раньше описываемых в повести событий.

### Роман «Судьба»
Роман Николая Якутского "Судьба" уже известен широкому кругу читателей: он выходил отдельными книгами в разные годы. Настоящее издание включает три книги романа, охватывающего несколько десятилетий истории якутского народа, вплоть до Октябрьской революции и становления Советской власти в Якутии. В романе описывается тяжелая жизнь якутов до революции. В трилогии рассказывается про дочь Харатаева, известный своим богатством  в Среднем Вилюйске. Автор искусно описывает все сферы того времени: политику и экономику, характеры и жизни людей.

### Повесть «Золотой ручей»
Действие повести "Золотой ручей" охватывает период с 90-х годов XIX века по 1927 год. В ней автор обращается к истории открытия и освоения месторождения золота на Улахане.

### Повесть «Алмаз и любовь»
Повесть "Алмаз и любовь" рассказывает о героическом труде добытчиков якутских алмазов и строителях, которые сооружают обогатительную фабрику, рабочий поселок, постепенно превращающийся в город Алмазный.
Произведения Николая Якутского переведены на многие языки мира

## Награды
Был награжден орденами Трудового Красного Знамени, Дружбы Народов, Знак Почета, медалями и почётными грамотами.